# Orde van de Afrikaanse Ster

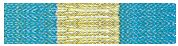
Lint van de Orde van de Afrikaanse Ster

De Orde van de Afrikaanse Ster (Frans: Ordre de L'Etoile Africaine) werd in 1888 door koning Leopold II van België ingesteld in de Kongo-Vrijstaat, die zijn privébezit was. Het motto van de orde is "Travail et progrès" (werk en vooruitgang) en de orde werd voor verdienste voor de Congo en het "bevorderen van de Afrikaanse beschaving in het algemeen" toegekend. Toen Congo in 1908 een Belgische kolonie werd werd ook de orde overgenomen door het koninkrijk België. Ook na de onafhankelijkheid van de kolonie in 1960 werd de orde nog tot de Belgische ridderorden gerekend.
De Orde wordt niet meer verleend.
De ridderorde wordt door het Ministerie van Buitenlandse Zaken geadministreerd en kent vijf klassen en drie medailles.

## Graden en versierselen van de orde

### Grootmeester
Deze functie wordt bekleed door de koning van België.

### Grootkruis
Deze draagt een kruis van de orde aan een 101 millimeter breed blauw lint met een brede zachtgele middenstreep over de rechterschouder.

Het kruis is een gouden witgeëmailleerde vijfpuntige ster met blauwe randen. Daarop is een medaillon gelegd met de gouden ster op een blauwe achtergrond en op de keerzijde een verstrengeld monogram "L" en "s" (voor Leopold Souverain). Boven de ster is een gouden koningskroon aangebracht en tussen de armen is een krans van groengeëmailleerde gouden palmbladeren gemonteerd. Rond het medaillon staat het motto van de orde op een gouden band.

Daarnaast draagt hij op de linkerborst een kleinood, een tienpuntige ster met afwisselende groepen gouden en zilveren stralen met daarop het gekroonde kruis van de orde.

#### Grootofficier
Deze draagt ditzelfde kleinood in zilver aan een lint om de hals en een iets kleinere ster van de orde op de linkerborst.

#### Commandeur
Deze draagt het kleinood aan een 55 millimeter breed lint om de hals.

#### Officier
De officier draagt het kleinood van de Orde aan een lint met een rozet op de linkerborst. 

#### Ridder
De ridders dragen hun kleinood op de linkerborst aan een 37 millimeter breed blauw lint met een brede verticale zachtgele middenstreep. Het kleinood van de ridders is niet verguld en de kroon is van zilver.

## Medailles in goud, zilver en brons
De medailles worden aan een 37 millimeter breed lint op de linkerborst gedragen. Zij gelijken sterk op de kruisen maar zijn eenvoudiger uitgevoerd, niet geëmailleerd en missen de kroon.
Bij toekenning in oorlogstijd kan het lint van de Orde versierd worden met een zilveren of gouden palm.
Leopoldsorde · Kroonorde · Orde van Leopold II 

voormalig: Orde van de Leeuw · Orde van de Afrikaanse Ster 

Zie ook: Onderscheidingen van het Belgische Rode Kruis